# Скупчення Чорний Лебідь

Розсіяне скупчення Чорний Лебідь  (також відоме як M 18,NGC 6613 та Мессьє 18) є розсіяним скупченням в сузір'ї Стрільця.

## Історія відкриття
Скупчення було відкрито Шарлем Мессьє 3 червня 1764 і включено до його каталогу кометоподібних об'єктів.

## Цікаві характеристики
Вік розсіяного скупчення М18 оцінюється в 32 мільйони років. Найяскравіша з зірок 8.6m

## Спостереження

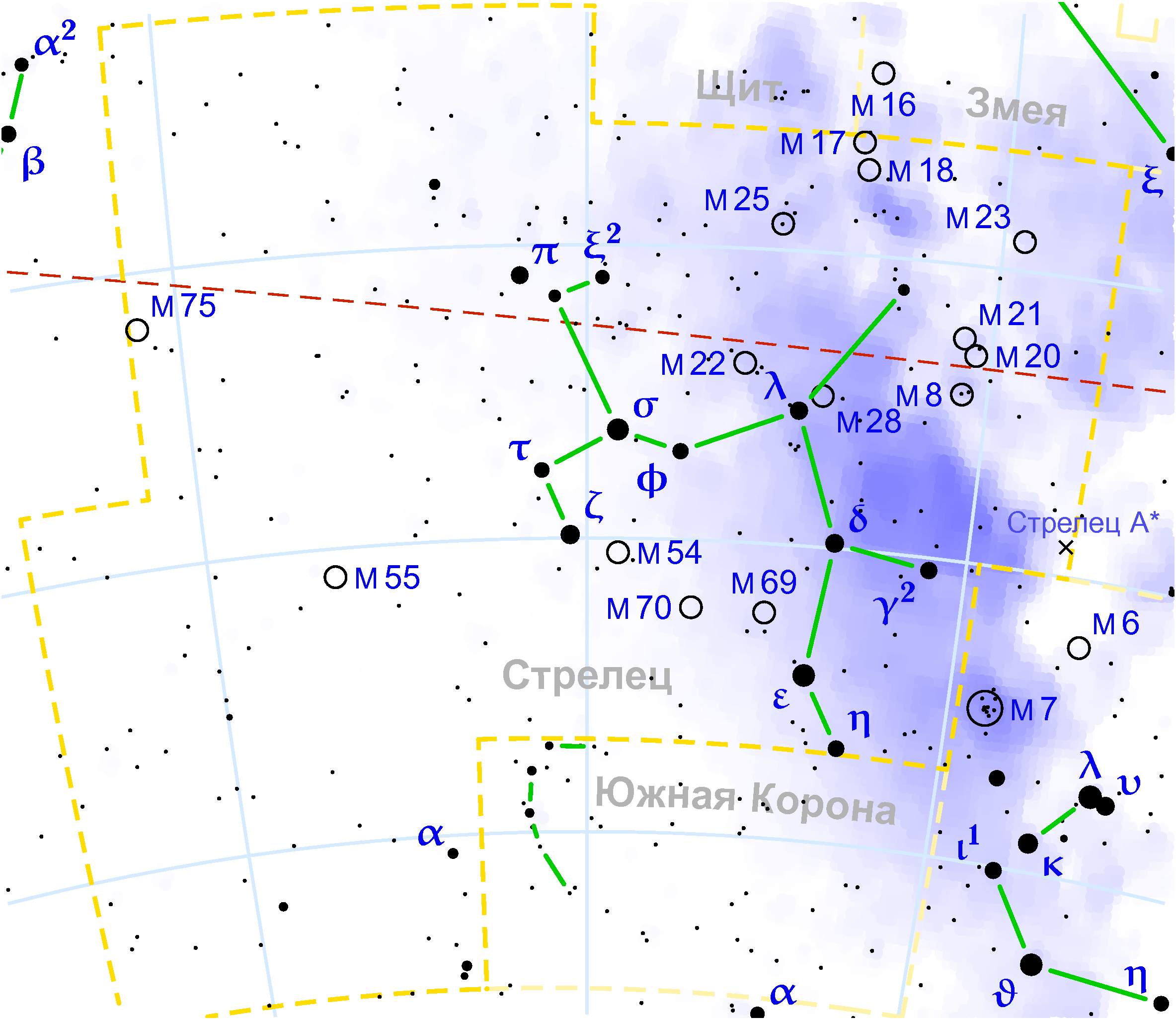
Скупчення Чорний Лебідь в сузір'ї Стрільця

Це небагате зірками розсіяне скупчення на півночі сузір'я Стрілець зазвичай спостерігають заодно з M17 — туманністю «Омега». Скупчення розташоване всього в градусі південніше від своєї знаменитої сусідки. У невеликий аматорський телескоп тут можна побачити кілька десятків зірок зібраних у V-подібний астеризм.

### Сусіди по небу з каталогу Мессьє
- M16 — (у трьох градусах на північ, у сузір'ї Змії) «Орел» — розсіяне скупчення зірок і туманність;
- M24 — (південніше) відокремлений яскравий фрагмент Чумацького Шляху;
- M20, M21 і M8 — (ще південніше) туманність «Потрійна», розсіяне скупчення поруч з ним і туманність «Лагуна»;
- M23 — (захід) багате розсіяне скупчення у вигляді віяла, на тлі темного рукава Чумацького Шляху;
- M25 — (на схід) широко розкидане розсіяне скупчення досить яскравих зірок

### Послідовність спостереження в «Марафоні Мессьє»
… M16 → M17 →М18 → M24 → M23 …

## Навігатори
Координати:  18г 19м 54с, +17° 07′ 60″